# Río Chaupihuaranga
El río Chaupihuaranga es un afluente del río Huallaga que discurre desde las cumbres de la cordilleras Raura y Huayhuash en dirección noreste hasta su desembocadura en el Huallaga a la altura de la ciudad de Ambo.  Su cuenca se haya principalmente en la provincia de Daniel Alcides Carrión, en el departamento de Pasco.
- Datos: Q35357171